# 박라디아
박리디아(1968년 ~ )는 예술학 박사로 대한민국의 영화배우, 연극배우, 대학교수, 연극 뮤지컬연출가이다. 한국, 중국, 베트남에서 연기코치로 활동한다. 특히 베트남 영화계에서는 축구계 박항서 감독과 비견될만큼 유명한 연기코치이다.
수식어-"90년대 광고계 퀸", "90년대 전지현","모델출신 연극영화과 교수 1호", "한국의 우타 하겐", "한국의 모니카 벨루치","베트남 영화계 박항서",

## 학력
한국의 우타 하겐이라고도 불리우며 [우타 하겐 연기술 실증연구-베트남 영화계 전문배우 연기훈련을 중심으로] 논문으로 미국 캘리포니아 로드랜드대학교에서 예술학박사 학위를 받았다.
- 미국 로드랜드대학교 대학원 예술학박사
- 러시아국립극장예술대학교 음악연출과
- 중앙대학교 대학원 연극학과
- 세종대학교 대학원 공연영상학과
- 중앙대학교 대학원 공연예술학과
- 미국 뉴욕 HB STUDIO

## 출연

### TV 광고 및 전속모델
•대한항공 "친절한 서비스"편
•삼성카메라 "퍼지 줌 슬림"
•삼성오디오
•LG 화학 "베스트빌"
•신세계백화점
•동양펄프 매직스 "여자는 한달에 한번씩 마술에 걸린다"
•두산 종가집
•대우 에스페로
•태평양화학 "미스쾌남" "야무스크 바디클렌져"
•현대M카드 "곰돌이 가족" 아버지는 말하셨지 인생을 즐겨라~

### TV 드라마
- 2008년 《서울무림전》
- 2006년 《연인》
- 2006년 《황진이》
- 2006년 《궁》 - 발레 교수 역

### 영화
- 2000년 컷 런스 딥
- 2007년 《권순분 여사 납치사건》
- 2007년 《헨젤과 그레텔》

## 경력
- 연세대학교 연세예술원 영화과 연기전공 교수
- 중국 린이대학교 방문교원
- 중국 산동공예미술대학 객좌교수
- 아시아청년예술가육성협회 이사장
- 양평문화재단 이사
- 문화뉴스 부사장
- 건국대학교 글로컬캠퍼스 미디어학과 겸임교수
- 성균관대학교 연기예술학과 겸임교수
- 서울호서예술실용전문학교 교수부장
- 중국 화가대학교 표현계학과 주임교수